# Yatterman
Yatterman, o Yattâman, es un anime llamado originalmente "Time Bokan Series: Yattâman" (タイムボカンシリーズ　ヤッターマン), emitido originalmente en Japón entre 1977 y 1979 por Fuji Television, con un total de 108 episodios; es la segunda serie de Time Bokan, así como el más popular a nivel mundial llegando a tener su propia película de acción en vivo, spin off, remakes y apariciones especiales en otras series y medios.
En 2008 se creó una nueva versión de la serie anime, con el mismo nombre. También se lanzó en 2009 una película basada en la serie de 2008, titulada:  Yatterman: The Movie (ヤッターマン新ヤッターメカ大集合! オモチャの国で大決戦だコロン! Yatterman: Shin Yatter Mecha Daishūgō! ¡Omocha no Kuni de Daikessen da Koron!?). Además de una película de acción real con el mismo nombre en 2009, dirigida por Takashi Miike. En 2015 se lanzó una serie de anime titulada Yatterman Night, inspirada en la serie de anime original de Yatterman de 1977. 

## Argumento
El trío de ladrones y delincuentes conocidos como "Doronbo" (La Banda Malosos en el doblaje latino) compuestos por Boyacky, Tonzura y Doronjo (Llamados Nimbus, Hércules y Maléfica en el doblaje latino) reciben instrucciones semanales por parte de su misterioso jefe llamado Dokurobee (Señor Engendro en el doblaje latino) con la misión de encontrar uno de los cuatro fragmentos de la piedra llamada "Dokurostone" (Piedra Calavera) con la promesa de guiar al trío hacia un gran tesoro al completar su misión. El equipo comienza a organizar estafas para conseguir el dinero necesario para desarrollar los robots de combate (mechas) que les llevará a distintos lugares del mundo donde debería encontrarse el fragmento de la piedra, pero el trío siempre se topa con los "aliados de la justicia", los Yatterman (o "Funny Rangers" en español) que en realidad son dos muchachos de nombre Gan-chan y Ai-chan (Christian y Kandra en el doblaje latino), (también llamados Yatterman-1 y Yatterman-2), quienes descubren sus planes y los persiguen con sus robots hasta ser derrotados, para luego terminar castigados o humillados por su jefe.

## Personajes

### Christian / Funny-1 (Gan-Chan / Yatterman-1)
Coprotagonista de la serie, tiene 13 años, es un joven experto en la mecánica, talento heredado de su padre el Señor Pascal, su arma es un Kendama que emite descargas eléctricas, su frase es: Somos los Funny Rangers mensajeros de la justicia.

### Kandra / Funny-2 (Ai-Chan / Yatterman-2)
Coprotagonista de la serie, tiene 12 años, es la novia de Christian, su arma es un bastón paralizante que emite descargas eléctricas, su frase es: Mientras Los Funny Rangers existan, la maldad no prosperara.

### Robotino (Omotchama)
Robot creado por Christian, ayudante de los Funny Rangers, encargado de entregar el tónico a los mechas para volverse más poderosos.

### Mechas
Robocan (Funny King a partir del episodio 46)
Funny Pelicano
Funny Pez
Funny Toilette
Funny Panda & Baby Panda
Funny Pool
Funny Campeón
Funny Elefante

### Maléfica (Doronjo)
Líder de la banda malosos, tiene 24 años, aspirante a actriz y soltera que busca marido, pero tiene un mal genio, desatando su ira sobre sus ayudantes, especialmente a Nimbus, en los últimos capítulos de la serie, se siente atraída por Christian.

### Nimbus (Boyacky)
Ayudante de Maléfica, tiene 25 años, diseñador y constructor de los mechas, esta enamorado de Maléfica, aunque ella prefiere usarlo como su saco de golpear, en los últimos capítulos, comenzara a despreciarla y se decantara por Kandra, a pesar de ser feo, dice tener muchas admiradoras alrededor del mundo, incluso cuenta con una novia.

### Hércules (Tonzura)
Ayudante de Maléfica, tiene 30 años, hombre bastante fuerte pero muy torpe.

### Señor Engendro (Dokurobee)
Personaje desconocido que se hace llamar el Rey De Los Ladrones, el personaje nunca aparece físicamente y envía sus instrucciones a través de grabadoras que se autodestruyen, se caracteriza por como al finalizar cada capítulo, termina castigando a La Banda Malosos, a pesar de que en varias ocasiones les da información equivocada, los castiga por el simple hecho de que le encanta castigarlos.
En el último capítulo se revela que en realidad, era un extraterrestre cuyo cuerpo se partió en cuatro luego de una explosión que ocasiono el nacimiento de la tierra, revelándose así, que en toda la serie, el que daba las instrucciones a la banda era solo un androide, al recomponerse la Piedra Calavera, Engendro vuelve a su mundo.

## Reparto
| Personaje                                  | Original         | Hispanoamérica | Remake 2008      | Película 2009    | Película 2009        |
| ------------------------------------------ | ---------------- | -------------- | ---------------- | ---------------- | -------------------- |
| Christian / Gan-Chan Funny-1 / Yatterman-1 | Yoshiko Ohta     | Alfonso Grau   | Hiroyuki Yoshino | Shō Sakurai      | Jordi Navarro (Naro) |
| Kandra / Ai-Chan Funny-2 / Yatterman-2     | Mari Okamoto     | Desconocida    | Shizuka Itō      | Saki Fukuda      | Eva Ordeig           |
| Robotino / Omotchama                       | Reiko Katsura    | Desconocido    | Chiaki Takahashi | Chiaki Takahashi | Desconocido          |
| Robocan / Yatterone                        | Masaru Ikeda     | Desconocido    | Koichi Yamadera  | Koichi Yamadera  | Desconocido          |
| Maléfica / Doronjo                         | Noriko Ohara     | Desconocida    | Noriko Ohara     | Kyōko Fukada     | Maribel Pomar        |
| Nimbus / Boyacky                           | Jōji Yanami      | Desconocido    | Jōji Yanami      | Katsuhisa Namase | Nacho De Porrata     |
| Hércules / Tonzura                         | Kazuya Tatekabe  | Desconocido    | Kazuya Tatekabe  | Kendo Kobayashi  | German Jose          |
| Señor Engendro / Dokurobee                 | Junpei Takiguchi | Desconocido    | Junpei Takiguchi | Junpei Takiguchi | Toni Pujós           |

## Dato Curioso
En España y Latinoamérica, la serie era conocida como los Funny Rangers, sin embargo, en el opening salía el nombre de Yattaman.

## Película
En 2009 se filmó una película de acción en vivo, dirigida por Takashi Miike, con el mismo nombre: Yatterman (ヤッターマン, Yattāman?) basada en la serie anime original, Yatterman, de Tatsunoko Production.